# Groningen Airport Eelde
Groningen Airport Eelde (IATA: GRQ, ICAO: EHGG), ook bekend als vliegveld Eelde of luchthaven Eelde, is een luchthaven voor de burgerluchtvaart, gelegen nabij de plaats Eelde in de gemeente Tynaarlo in het noorden van de provincie Drenthe. De luchthaven ligt zo'n tien kilometer ten zuiden van de stad Groningen. Het is de op vier na grootste luchthaven van Nederland, na Schiphol, Eindhoven, Rotterdam en Maastricht. De luchthaven ligt vijf meter boven zeeniveau en heeft één startbaan: 05-23. De baan 01-19 is gesloten en dient als taxiweg.

## Geschiedenis

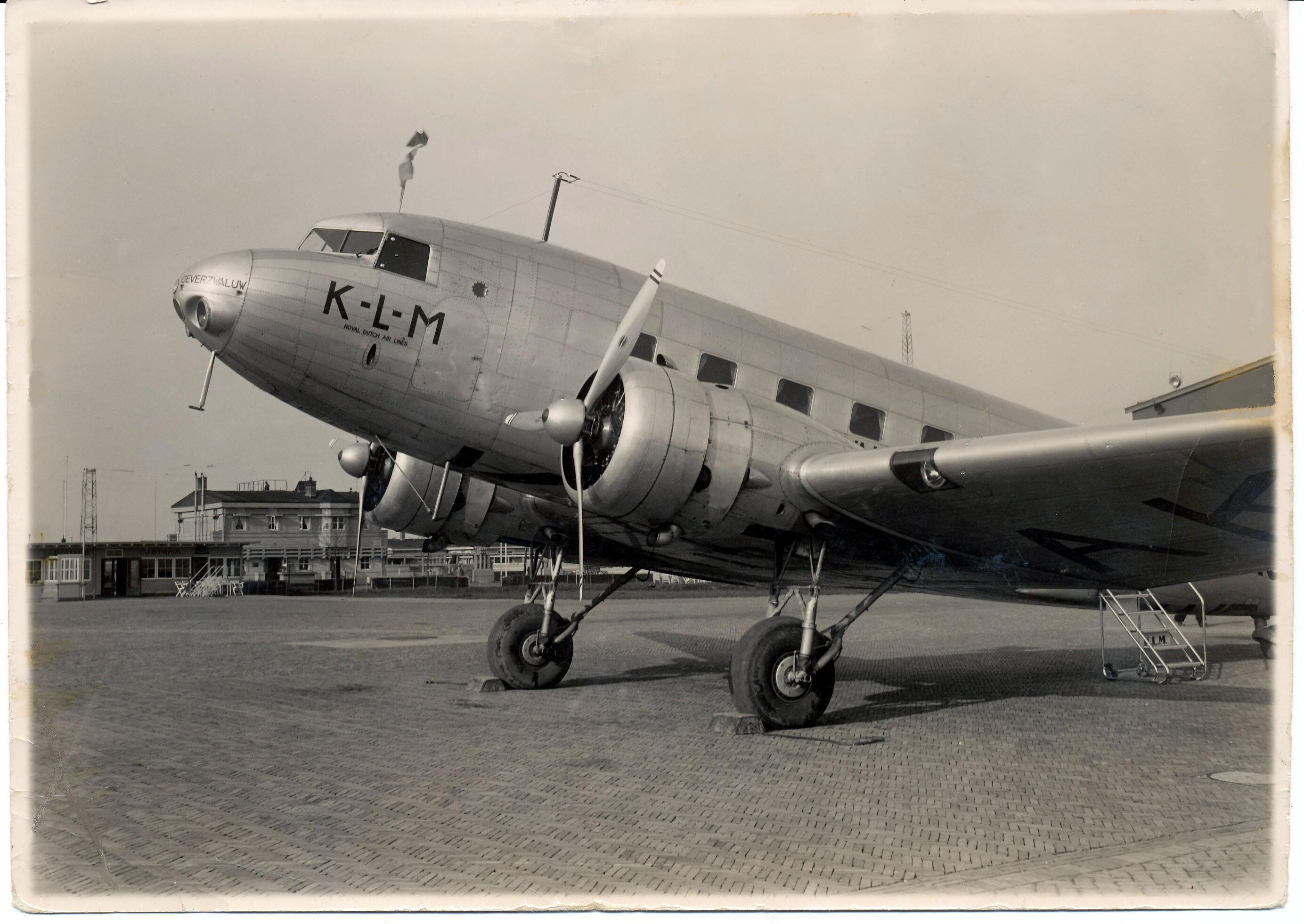
Douglas DC-2 Oeverzwaluw op vliegveld Eelde

In de jaren 20 van de twintigste eeuw ontstonden, net als op veel andere plekken in Nederland, de eerste plannen tot het aanleggen van een vliegveld nabij de stad Groningen. De stad liet een onderzoek uitvoeren naar geschikte locaties voor een vliegveld, waarbij in eerste instantie aan een locatie in Haren ten westen van het Noord-Willemskanaal en ten zuiden van de Meerweg werd gedacht. De bodem bleek echter ongeschikt te zijn en de plannen verdwenen voor enige tijd van tafel. Ook een door Veenkoloniale gemeenten en de gemeente Zuidlaren gesteund plan om de vlieghaven aan te leggen in de Vijftig Bunder bij Midlaren haalde het niet.
Directeur Schut van de gemeentewerken in Groningen opperde in 1928 een locatie in de gemeente Noorddijk. Door de stroperige onderhandelingen voor de aankoop van de grond werd het initiatief in 1930 ingehaald door een particulier initiatief van vliegenier en oud-wethouder Haijo Hindriks, die ten zuiden van Eelde een vliegveld wilde aanleggen. Op het Hakenkampsveld werd een twaalf hectare groot terrein ingericht als vliegterrein.
Het vliegveld werd officieel geopend op 23 mei 1931 door burgemeester Jan Gerard Legro. Tijdens zijn openingstoespraak voorspelde Legro dat het een vlieghaven voor heel het Noorden zou worden. De opening werd opgeluisterd met een vliegshow die werd bijgewoond door zo'n 40.000 mensen. De feestvreugde verkeerde echter in rouw toen initiatiefnemer Haijo Hindriks op 9 juni 1931 met zijn vliegtuigje van het type Pander EC60 op "zijn" vliegveld neerstortte. Hij stierf de volgende dag.
Op 15 augustus 1931 werd een lijndienst tussen Eelde en Luchthaven Schiphol geopend, maar die zou niet levensvatbaar blijken. In 1933 werd de naam gewijzigd in NV Luchthaven Eelde.
In 1934 vestigde zich in het voorjaar de Nationale Luchtvaartschool. Op 18 maart van dit jaar vond de eerste lesvlucht plaats. Op 22 augustus 1939 werd de luchthaven door militairen gevorderd. De Tweede Wereldoorlog en de bezetting brachten de optimistische toekomstverwachtingen van vliegveld Eelde een harde klap toe. De luchthaven speelde in de oorlogstijd geen grote rol. In 1948 werd de luchthaven aangewezen als uitwijkhaven voor Schiphol. Daarop werd een nieuw grondplan ontworpen voor egalisatie en drainage van startbanen (met een hoofdlandingsbaan van 1800 meter en een tweede baan van 1500 meter), rijbanen en een opstelplatform. In het begin van de jaren 50 van de twintigste eeuw kwamen de nieuwe banen gereed en werd vliegveld Eelde een officieel luchthaventerrein.
Sinds 2001 heeft de Nederlandse staat zijn aandelen overgedaan aan de provincie Drenthe (30%), de provincie Groningen (30%), de gemeente Assen (10%), de gemeente Tynaarlo (4%) en de gemeente Groningen (26%). In 2020 neemt de stichting Oranjewoud de aandelen van de gemeente Groningen over. De gemeente Assen heeft besloten om de aandelen aan de luchthaven te schenken. Bij deze overdracht heeft de staat 18,5 miljoen euro verstrekt voor een eventuele baanverlenging. De nieuwe aandeelhouders hebben zich toen verplicht de luchthaven open te houden tot 2014 en ieder jaar tot 1 miljoen euro bij te dragen voor exploitatietekorten.
Op 24 april 2013 vonden de eerste officiële vluchten plaats vanaf de verlengde startbaan van het vliegveld. Het verlengen van de baan van 1800 naar 2500 meter was al decennialang een twistpunt. Op 15 februari 2012 verwierp de Raad van State het laatste beroep tegen de baanverlenging. Tegelijk met de verlenging van de startbaan zijn er ook nieuwe taxibanen gekomen en is er een nieuw platform aangelegd met vijf standplaatsen voor narrow-body vliegtuigen.
Groningen Airport Eelde wil in de toekomst de luchthaven anders gaan gebruiken en daarvoor bij het ministerie van Infrastructuur en Milieu een aanvraag doen voor een nieuw luchthavenbesluit. Hierin staat onder andere dat de gemiddelde geluidsbelasting ongeveer hetzelfde blijft als nu is toegestaan. Dit doet de luchthaven door van twee naar een startbaan te gaan en minder vliegbewegingen aan te vragen. Daarnaast vraagt de luchthaven een aantal operationele wijzigingen aan. Al deze wijzigingen worden aangevraagd in een Notitie Reikwijdte en Detailniveau (NRD). In de eerste helft van 2018 worden de resultaten van het onderzoek samen met een ontwerp luchthavenbesluit gepubliceerd en ter inzage gelegd.
Vanaf 28 september 2017 is baan 01/19 buiten gebruik gesteld. Deze baan werd relatief weinig gebruikt en wordt nu alleen nog maar gebruikt als taxibaan B. Dit is in lijn met het luchthavenbesluit dat is aangevraagd. In de toekomst wil Groningen Airport Eelde in deze noordwesthoek van het vliegveld gaan experimenteren met drones.

## Gebruikers

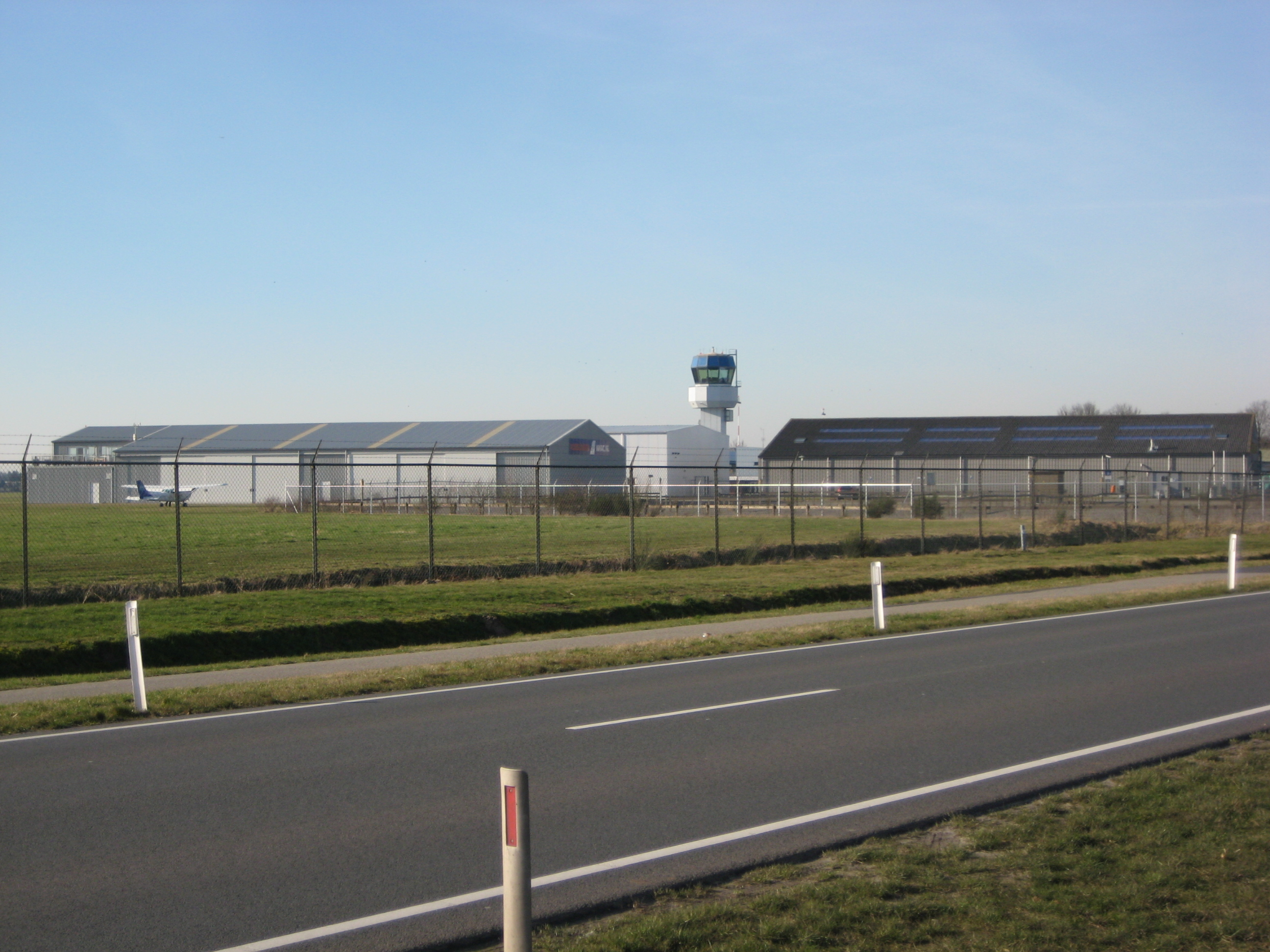
Airport Eelde, vanaf de Burgemeester J.G. Legroweg

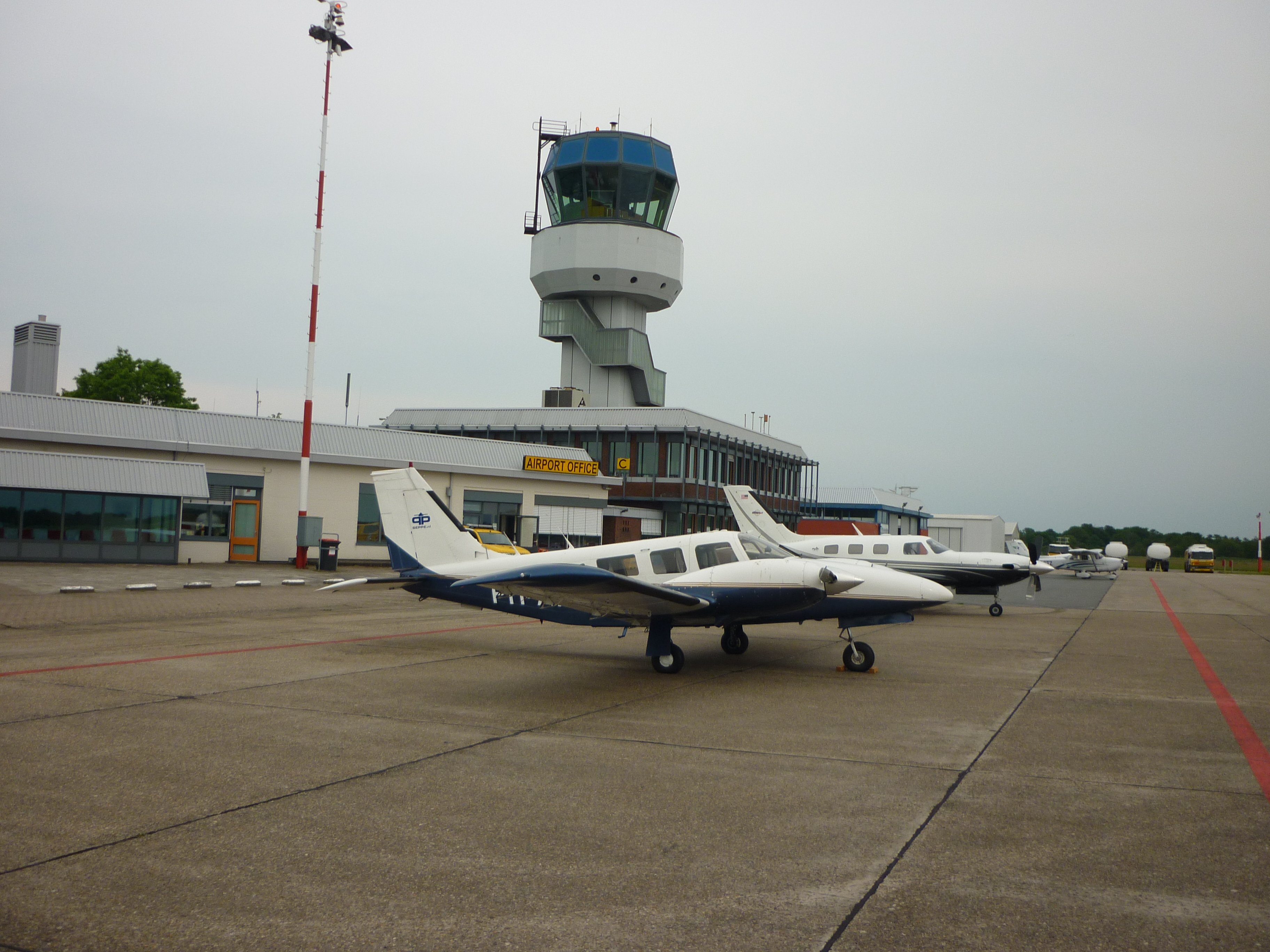
Airport Eelde, vanaf airside

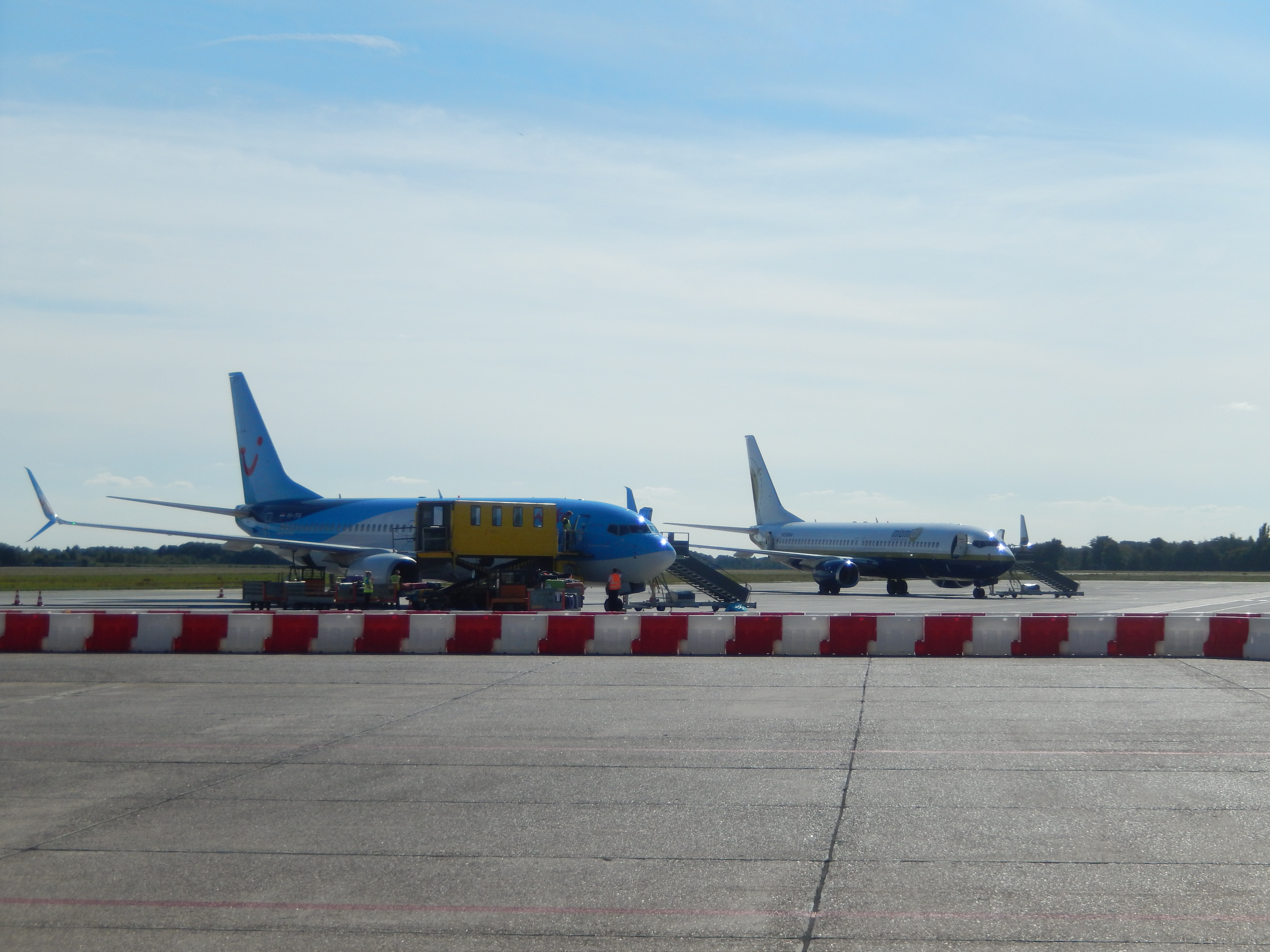
Een vliegtuig van Arke en een vliegtuig van Miami Air International op platform A

De luchthaven wordt in 2024 aangedaan door een aantal luchtvaartmaatschappijen: Transavia, Corendon, TUI fly, Blue Islands, Sky Express, Alba Star, Braathens Regional Airlines en BH Air. Ook landen er charters, privétoestellen, militaire toestellen, medische vluchten, lestoestellen en zakenjets. Het grootste aantal vliegbewegingen komt voor rekening van les- en privévluchten. Op 25 augustus 2014 werd voor het eerst een trans-Atlantische passagiersvlucht uitgevoerd naar Eelde, de Boeing 737-800 van de maatschappij Miami Air International kwam vanaf Gander International Airport. Ook wordt de luchthaven regelmatig gebruikt voor testvluchten van de KLM, die de startbaan van Eelde gebruiken voor het maken van doorstarts. Zo hebben onder andere de Boeing 777, Boeing 747 en Airbus A330 een bezoek gebracht aan de luchthaven.
In het verleden zijn verschillende lijnverbindingen geweest tussen Groningen Airport en onder andere Londen, Schiphol en Stavanger. De lijndienst Groningen- Aberdeen, uitgevoerd door het Britse BMI Regional, bestond van 2004 tot begin 2013. Ook heeft Ryanair de luchthaven aangedaan, in 2003/2004 en vanaf 2012 tot 2014. De maatschappij vloog naar Londen, Girona, Marseille, Bergamo en Palma. Vanaf 2015 tot 2018 vloog Wizzair naar Gdansk in Polen. 
Vanaf 2013 vloog het Ierse Stobart Air, uitgevoerd voor Flybe, tot twee keer per dag tussen Eelde en de Londense luchthaven Southend. Vanaf april 2018 werd op doordeweekse dagen drie keer per dag gevlogen en werd het ook mogelijk om over te stappen op vluchten naar Dublin, Manchester en Glasgow. Hiertoe werd een ATR 72-600 gestationeerd op de luchthaven vanwege operationele gemakken.
Sinds 19 september 2016 vloog LOT Polish Airlines twee keer per dag namens Nordica vanaf Eelde naar Kopenhagen. De vluchten werden uitgevoerd met een codeshare van Scandinavian Airlines. Hierdoor waren er in Kopenhagen diverse aansluitmogelijkheden naar andere internationale bestemmingen binnen het Star Alliancenetwerk, zoals Stockholm, Oslo, Boston of Tokio.
Op 27 oktober 2016 is de luchthaven ook de nieuwe standplaats van het Mobiel Medisch Team geworden. De traumahelikopter was meer dan vijftien jaar gevestigd op het dak van het Universitair Medisch Centrum (UMCG) in Groningen.
Vanaf 26 maart 2018 werd dagelijks naar München gevlogen. Ook werden Nice en Ibiza aangekondigd als zomerbestemming. Deze vluchten werden uitgevoerd door Nordica, een toestel, een Bombardier CRJ-700, van de maatschappij werd gestationeerd op de Groningse luchthaven. Dankzij de verbinding van Nordica is in 2017 een passagiersrecord gehaald (ruim 200.000). Verwacht werd dat in 2018 het aantal passagiers zou stijgen naar 300.000 door de nieuwe verbindingen en opvoering van het aantal vluchten naar Londen Southend.
In december 2018 werd bekend dat Nordica vertrekt van de luchthaven, de verbindingen naar Kopenhagen en München werden gestaakt op 29 december 2018. Het totaal aantal passagiers voor 2018 bleef steken op 228.698. De Nederlandse luchthavens vertoonden in 2019 een groei in het aantal vluchtbewegingen en passagiers. Groningen Airport Eelde zag echter een afname en het aantal passagiers bleef steken op 176.022.
In het winterseizoen 2024-25 kan vanaf Eelde worden gevlogen naar Hurghada (Rode Zee), Gran Canaria en het Scandinavisch Hoogland (Zweden). De route naar Hurghada werd na 12 januari 2025 gestaakt vanwege tegenvallende cijfers. Vanaf de zomer van 2025 zijn vluchten naar Ireland West Airport Knock mogelijk door Emerald Airlines, die als pakketreizen aangeboden worden door BBI Travel.

## Bereikbaarheid
Tussen 19 september 2016 t/m 24 maart 2018 en 25 maart 2018 t/m 21 maart 2020 was er een directe busverbinding (lijn 100) tussen de luchthaven en het station van Groningen. Naast deze verbinding kan men te voet naar Bushalte Airport Eelde (lijn 9) bij de toegangspoort van het vliegveld. Voor passagiers die per auto naar de luchthaven komen zijn er drie parkeerterreinen nabij de luchthaven.

## Milieu
De luchthaven heeft aandacht aan Duurzaamheid en milieu. Er is aandacht voor de reductie van koolstofdioxide-emissies op het vliegveld, het beperken van lawaaioverlast voor de omgeving en het verminderen van energieverbruik en afvalstromen in de bedrijfsvoering.
Op 10 februari 2020 werd op het vliegveld een zonnepark geopend met 63.000 zonnepanelen. Het is het eerste zonnepark ter wereld op een actieve luchthaven.
In 2020 maakte Vogelbescherming Nederland bezwaar tegen toestemming om 41 verschillende vogelsoorten, waaronder een aantal Rode Lijstsoorten, op het vliegveld te doden omdat ze gevaar zouden kunnen opleveren voor het vliegverkeer.

## Bedrijven
Op de luchthaven zijn onder andere de volgende bedrijven en vliegscholen gevestigd: General Enterprises/Cirrus Sales & Service, Skyline Aviation, UMCG Ambulancezorg, ANWB Medical Air Assistance, KLM Flight Academy, European Flight Training Center BV en de Noord Nederlandse Aeroclub - Eelde (NNAC).

## Afhandeling
- Bezoekende vliegtuigen met een maximaal startgewicht tot 3000 kg worden op platform K door de havendienst afgehandeld.
- Bezoekende vliegtuigen met een maximaal startgewicht van 3000 kg tot 18.500 kg (veelal zakenverkeer) worden op platform J door de Ground Ace in een eigen terminal afgehandeld.
- Bezoekende vliegtuigen met een maximaal startgewicht vanaf 18.500 kg worden op platform A door de afhandelingsdienst van de luchthaven afgehandeld.

## Klimaat
| Maand                                           | jan  | feb   | mrt   | apr  | mei  | jun  | jul  | aug  | sep  | okt  | nov   | dec   | Jaar  |
| ----------------------------------------------- | ---- | ----- | ----- | ---- | ---- | ---- | ---- | ---- | ---- | ---- | ----- | ----- | ----- |
| Hoogste maximum (°C)                            | 14,5 | 15,2  | 22,7  | 27,7 | 31,5 | 33,5 | 33,1 | 34,7 | 30,5 | 24,8 | 17,4  | 15,4  | 34,7  |
| Gemiddeld maximum (°C)                          | 4,4  | 5     | 8,6   | 12,2 | 17,0 | 19,4 | 21,4 | 21,9 | 18,2 | 13,5 | 8,4   | 5,5   | 13    |
| Gemiddelde temperatuur (°C)                     | 2    | 2,1   | 4,9   | 7,5  | 11,9 | 14,4 | 16,5 | 16,5 | 13,5 | 9,6  | 5,5   | 3,2   | 9     |
| Gemiddeld minimum (°C)                          | −0,8 | −0,8  | 1,2   | 2,7  | 6,5  | 9,1  | 11,3 | 11,1 | 8,8  | 5,6  | 2,5   | 0,5   | 4,8   |
| Laagste minimum (°C)                            | −22  | −16,5 | −13,2 | −6,5 | −2,3 | 0,1  | 4,1  | 3,2  | 0,8  | −6,4 | −13,6 | −15,4 | −22   |
|                                                 |      |       |       |      |      |      |      |      |      |      |       |       |       |
| Neerslag (mm)                                   | 69   | 44,9  | 61,3  | 44,1 | 57,5 | 72,6 | 73,0 | 56,6 | 71,8 | 69,8 | 78,1  | 75    | 773,7 |
| Bron: KNMI: gemiddelden en extremen (1971-2000) |      |       |       |      |      |      |      |      |      |      |       |       |       |

## Communicatie

### EeldeATIS
- 133,555

### Eelde Approach
- VHF 120,305 en 119,705

### Eelde Tower (ook voorgrondklaringen)
- VHF 118,705 en 119,705
- UHF 362,875 MHz

### Eelde Delivery
- VHF 121,705

## Navigatiehulpmiddelen
- Het VOR-DME radiobaken EEL (112,4 MHz CH71) staat 4,1 NM noordoostelijk van het veld.
- Baan 23 heeft een Instrument Landing System (ILS). De localizerfrequentie is 109,9 MHz. Aan deze frequentie zit tevens de ILS-DME GRO gekoppeld.
- De locator voor baan 23 is de NDB SO. De NDB VZ is de locator voor baan 05. Nadere info over deze radiobakens op de pagina over NDB's.
- Er zijn voor beide banen GPS naderingen (P-RNAV) beschikbaar. Op de luchthaven is een grondstation geplaatst dat de precisie tegenover het GPS/EGNOS systeem verhoogt.

## Statistieken
Vanwege een beveiligingsprobleem met de MediaWiki Graph-software is het momenteel niet mogelijk deze grafiek weer te geven. Zodra de software is bijgewerkt zal de grafiek vanzelf weer zichtbaar worden.
Jaarlijks aantal vliegbewegingen en passagiers.
| Jaar | Vliegbewegingen | Passagiers      |
| ---- | --------------- | --------------- |
| 1997 | 85.589          | 83.151          |
| 1998 | 88.980 (4,0%)   | 114.160 (37,3%) |
| 1999 | 81.879 (8,0%)   | 90.168 (21,0%)  |
| 2000 | 69.054 (15,7%)  | 78.266 (13,2%)  |
| 2001 | 61.324 (11,2%)  | 94.220 (20,4%)  |
| 2002 | 67.783 (10,5%)  | 107.466 (14,1%) |
| 2003 | 54.890 (19,0%)  | 137.607 (28,0%) |
| 2004 | 43.146 (21,4%)  | 119.218 (13,4%) |
| 2005 | 44.925 (4,1%)   | 122.794 (3,0%)  |
| 2006 | 54.843 (22,1%)  | 129.012 (5,1%)  |
| 2007 | 59.406 (8,3%)   | 135.726 (5,2%)  |
| 2008 | 61.322 (3,2%)   | 148.949 (9,7%)  |
| 2009 | 65.617 (7,0%)   | 136.044 (8,7%)  |
| 2010 | 63.866 (2,7%)   | 122.659 (9,8%)  |
| 2011 | 52.786 (17,3%)  | 114.327 (6,8%)  |
| 2012 | 46.473 (12,0%)  | 180.812 (58,2%) |
| 2013 | 43.833 (5,7%)   | 176.212 (2,5%)  |
| 2014 | 38.949 (11,1%)  | 169.369 (3,9%)  |
| 2015 | 23.456 (39,8%)  | 180.879 (6,8%)  |
| 2016 | 24.746 (5,5%)   | 152.451 (15,7%) |
| 2017 | 27.005 (9,1%)   | 201.786 (32,4%) |
| 2018 | 31.413 (16,3%)  | 228.698 (13,3%) |
| 2019 | 31.931 (1,6%)   | 186.988 (18,2%) |
| 2020 | 39.387 (23,4%)  | 19.004 (89,8%)  |
| 2021 | 53.295 (35,3%)  | 32.075 (68,8%)  |
| 2022 | 59.664 (12,0%)  | 99.592 (210,5%) |
| 2023 | 55.744 (6,6%)   | 112.833 (13,3%) |
| 2024 | 58.014 (4,1%)   | 110.256 (2,3%)  |

## Trivia
- Op 17 juni 2003 schoot een McDonnell Douglas MD-88 van Onur Air, met vluchtnummer OHY 2263, voorbij de startbaan nadat de start werd afgebroken. Alle 141 passagiers konden via noodglijbanen het toestel ongedeerd verlaten.[18]
- Het vliegveld was een etappeplaats voor de recordpoging Flight One Zero Zero. Op 17 december 2003 deed Frank Versteegh een geslaagde poging om op één dag alle 25 vliegvelden van Nederland met zijn vliegtuig aan te doen. Deze recordpoging was in het kader van 100 jaar luchtvaart en is opgenomen in het Guinness Book of Records.[19]
- Op 18 mei 2007 raakte een Fokker 50 van de Vlaamse luchtvaartmaatschappij VLM Airlines bij de landing vanuit London City naar Amsterdam op Eelde naast de baan. Alle passagiers bleven ongedeerd. Uit onderzoek bleek een fout van de bemanning de oorzaak van de mislukte landing.